# Casandria emittens
Casandria emittens är en fjärilsart som beskrevs av Walker 1857. Casandria emittens ingår i släktet Casandria och familjen nattflyn. Inga underarter finns listade i Catalogue of Life.